# Ludwig von Lüder
Ludwig von Lüder (4 de febrero de 1795 - 6 de marzo de 1862) fue un Mayor General bávaro. Fue Ministro de Guerra bajo el gobierno de Maximiliano II de Baviera por dos veces.

## Biografía
Lüder nació en el distrito de Kusel. Tomó parte en las campañas del Ejército bávaro de 1813 a 1815. Fue ascendido a Oberleutnant en 1818, a Capitán en 1827, y fue inspector de las tropas de artillería entre 1832 y 1836, sirviendo en el Cuerpo Auxiliar Bávaro en Grecia. En 1838 se convirtió en adjunto en el personal del Cuartel General de Intendencia, y en 1842 se convirtió en jefe de la división de artillería en el ministerio de guerra bávaro. Fue ascendido a Oberstleutnant en 1844, y cuatro años después al rango de Oberst. En 1848 pasó a ser Mayor General y comandante en jefe de la guarnición de Múnich. Después de su periodo como ministro de guerra entre el 29 de mayo de 1849 y el 25 de marzo de 1855, Lüder sirvió de nuevo como comandante en jefe de Múnich por un breve tiempo, antes de ser ministro de guerra por segunda vez después del 18 de abril de 1859. El 12 de junio de 1861 se retiró a petición propia. Murió en Múnich al año siguiente.